# Audio profesional

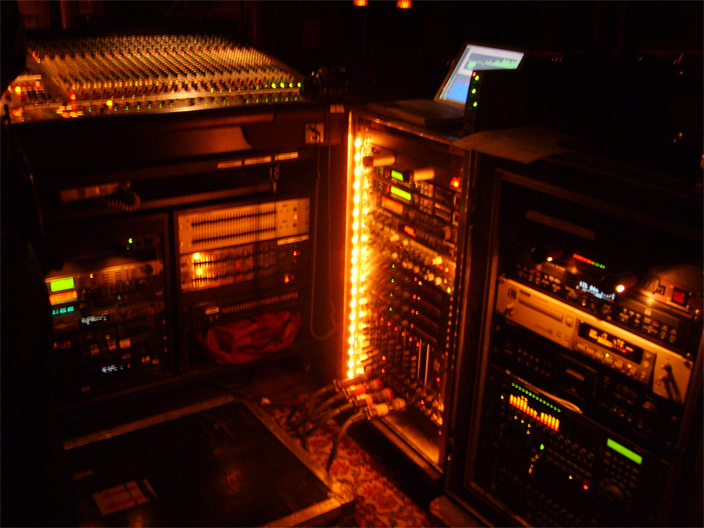
Una configuración portátil de varios equipos de grabación y producción de audio en vivo

El término audio profesional, abreviado como pro audio, se refiere tanto a una actividad como a una categoría de equipos de audio de estudio de alta calidad. Por lo general, abarca la grabación de sonido, la configuración del sistema de refuerzo de sonido y la mezcla de audio, y la producción de música de estudio por parte de ingenieros de sonido, ingenieros de audio, productores de discos y técnicos de audio capacitados que trabajan en soporte y grabación de eventos en vivo utilizando consolas de mezclas, equipos de grabación y sistemas de refuerzo de sonido. . El audio profesional se diferencia del audio orientado al consumidor o al hogar, que normalmente están orientados a escuchar en un entorno no comercial. 
El audio profesional puede incluir, entre otros, transmisiones de radio, masterización de audio en un estudio de grabación, estudio de televisión y refuerzo de sonido como un concierto en vivo, actuaciones de DJ, muestreo de audio, instalación de megafonía, refuerzo de sonido en salas de cine, y diseño y montaje de hilo musical en hoteles y restaurantes. El equipo de audio profesional se vende en tiendas de audio profesional y tiendas de música .

## Definición
El término audio profesional no tiene una definición precisa, pero generalmente incluye:
- Operaciones realizadas por ingenieros de audio capacitados
- La captura de sonido con uno o más micrófonos[1]
- Equilibrar, mezclar y ajustar señales de sonido de dispositivos de grabación multipista utilizando una mesa de mezclas
- El control de los niveles de audio[2] usando tipos estandarizados de medición
- Señales de sonido que pasan a través de largas cadenas de señales que involucran procesos en diferentes momentos y lugares, involucrando una variedad de habilidades
- Cumplimiento de las prácticas y normas organizativas, nacionales e internacionales establecidas por organismos como la Unión Internacional de Telecomunicaciones, la Sociedad de Ingeniería de Audio y la Unión Europea de Radiodifusión.
- Montar o diseñar sistemas de refuerzo de sonido o estudios de grabaciónOperations carried out by trained audio engineers
- , Audio Engineering Society,European Broadcasting Union

## Comercio de audio profesional
Una tienda de audio profesional es un establecimiento minorista que vende, y en muchos casos alquila, costosos equipos de grabación de sonido de alta gama ( micrófonos, mezcladores de audio, grabadoras de audio digital, parlantes y parlantes de sonido envolvente, parlantes de monitor ) y equipo de sistema de refuerzo de sonido (p. ej., gabinetes de altavoces, altavoces de monitores de escenario, amplificadores de potencia, gabinetes de subwoofer ) y accesorios utilizados en ambos entornos, como soportes de micrófonos . Algunas tiendas de audio profesional también venden equipos de video, como proyectores de video, ya que este equipo se usa comúnmente en entornos de audio en vivo (por ejemplo, presentaciones comerciales y convenciones). Algunas tiendas de audio profesional también venden y/o alquilan equipos de DJ ( tocadiscos, mezcladores de DJ ) y el equipo de iluminación de escenarios que se utiliza en conciertos de rock, clubes de baile, raves y espectáculos de teatro / teatro musical.